# Value-added reseller
Value-added reseller (VAR) ou Revenda com valor agregado é quando uma companhia agrega valor a um produto existente e o vende (geralmente a usuários finais) como um novo pacote. Esta prática é comum na indústria de eletrônicos, onde, por exemplo, uma aplicação de software poderia ser acrescentada a um determinado hardware, que por sua vez seria comercializado com valor agregado.
Este valor pode vir também de serviços, tais como: integração, customização, consultoria, treinamento e implementação. Também pode-se "agregar valor" desenvolvendo uma aplicação específica para um determinado produto, de acordo com as necessidades do cliente, e então, revendendo-o como um novo pacote.
O termo é frequentemente usado na indústria de computadores onde uma companhia compra componentes e constrói, por exemplo, um computador pessoal (PC) completamente operacional. Fazendo isto, a companhia adicionou valor sobre o custo dos componentes comprados.